# I2030
 (janvier 2025).
La mise en forme du texte ne suit pas les recommandations de Wikipédia : il faut le « wikifier ».
Les points d'amélioration suivants sont les cas les plus fréquents. Le détail des points à revoir est peut-être précisé sur la page de discussion.
- Les titres sont pré-formatés par le logiciel. Ils ne sont ni en capitales, ni en gras.
- Le texte ne doit pas être écrit en capitales (les noms de famille non plus), ni en gras, ni en italique, ni en « petit »…
- Le gras n'est utilisé que pour surligner le titre de l'article dans l'introduction, une seule fois.
- L'italique est rarement utilisé : mots en langue étrangère, titres d'œuvres, noms de bateaux, etc.
- Les citations ne sont pas en italique mais en corps de texte normal. Elles sont entourées par des guillemets français : « et ».
- Les listes à puces sont à éviter, des paragraphes rédigés étant largement préférés. Les tableaux sont à réserver à la présentation de données structurées (résultats, etc.).
- Les appels de note de bas de page (petits chiffres en exposant, introduits par l'outil «  Source ») sont à placer entre la fin de phrase et le point final[comme ça].
- Les liens internes (vers d'autres articles de Wikipédia) sont à choisir avec parcimonie. Créez des liens vers des articles approfondissant le sujet. Les termes génériques sans rapport avec le sujet sont à éviter, ainsi que les répétitions de liens vers un même terme.
- Les liens externes sont à placer uniquement dans une section « Liens externes », à la fin de l'article. Ces liens sont à choisir avec parcimonie suivant les règles définies. Si un lien sert de source à l'article, son insertion dans le texte est à faire par les notes de bas de page.
- La présentation des références doit suivre les conventions bibliographiques. Il est recommandé d'utiliser les modèles {{Ouvrage}}, {{Chapitre}}, {{Article}}, {{Lien web}} et/ou {{Bibliographie}}. Le mode d'édition visuel peut mettre en forme automatiquement les références.
- Insérer une infobox (cadre d'informations à droite) n'est pas obligatoire pour parachever la mise en page.

Pour une aide détaillée, merci de consulter Aide:Wikification.
Si vous pensez que ces points ont été résolus, vous pouvez retirer ce bandeau et améliorer la mise en forme d'un autre article.
Le projet i2030 est un projet conjoint des Länder de Berlin et de Brandenburg et du Réseau de transport de Berlin-Brandenburg (VBB) avec DB Netz et les Chemins de fer du Bas-Barnim (de) (NEB) visant à améliorer l'infrastructure ferroviaire dans la  région de Berlin.

## Objectif et but
Les Länder de Berlin et de Brandebourg planifient avec DB Netz, NEB AG et VBB dans le cadre du projet i2030 l'infrastructure ferroviaire pour la Région métropolitaine de Berlin-Brandebourg. L'objectif est de fournir une infrastructure adaptée pour une offre ferroviaire croissante. L'accord-cadre correspondant avec DB Netz a été signé en octobre 2017 par la sénatrice aux transports de Berlin Regine Günther, la ministre des transports du Brandebourg Kathrin Schneider et le membre du directoire de la DB Ronald Pofalla. Un accord de planification pour la Ligne de la Bruyère (de) a été signé en janvier 2019 par les mêmes ministres et le directeur général de la NEB AG, Detlef Bröcker. En avril 2020, un accord de financement d'environ 16 millions d'euros a suivi pour la planification préliminaire, détaillée et d'approbation de la prolongation de la S-Bahn vers Rangsdorf.
Pour le financement des mesures i2030, un soutien selon la Loi sur le financement des transports publics est recherché.
L'objectif est de créer des connexions plus rapides, des trains plus ponctuels et plus de place dans les trains.

## Sous-projets
Dans le projet i2030, huit sous-projets ont été définis dans le réseau ferroviaire de la région métropolitaine où il y a besoin d'extension et de nouvelles constructions :
À l'exception de la Heidekrautbahn, pour laquelle la Niederbarnimer Eisenbahn AG est responsable en tant qu'entreprise d'infrastructure ferroviaire, les sous-projets se situent dans le réseau de DB Netz.

### Ouest: Berlin-Spandau – Nauen
Dans le corridor Berlin-Spandau – Falkensee, une expansion à la fois du trafic régional et de la S-Bahn est planifiée. La Gare de Berlin-Spandau doit être agrandie en raison des contraintes de capacité et de l'augmentation prévue du trafic à longue distance, pour cela, la construction d'une plateforme supplémentaire sur le côté sud est prévue d'ici 2035. En ajustant le plan d'affectation des voies, il est possible de réaliser un cadencement plus dense pour les trains régionaux dès maintenant. Du côté ouest de la gare, un nouvel ouvrage de croisement est étudié pour permettre aux trains des lignes de Hambourg et de Lehrte de circuler sans entrave. Pour la S-Bahn, à la fois une extension jusqu'à Finkenkrug et une bifurcation vers Falkenhagener Feld sont étudiées. En octobre 2020, la Deutsche Bahn a lancé un appel d'offres pour des services de planification préliminaire en surface et pour une étude de faisabilité pour un tunnel de S-Bahn.
En tout, sur la ligne de Berlin à Hambourg entre Spandau et Nauen, jusqu'à quatre voies de trains à longue distance et deux voies de S-Bahn sont prévues. Après Nauen, en plus des lignes existantes, une ligne express devrait être mise en place. Les gares de Seegefeld et Albrechtshof devraient à l'avenir être desservies uniquement par la S-Bahn, qui serait prolongée jusqu'à Finkenkrug. Entre Albrechtshof et Spandau, un arrêt au Klosterbuschweg est prévu. Juste avant, une bifurcation vers Falkenhagener Feld avec un arrêt intermédiaire à la Seegefelder Straße est étudiée.
Selon une première estimation du rapport coût-bénéfice commandée par le VBB, celui-ci se situe à 1,53 pour le projet global de prolongation de la S-Bahn de Spandau à Falkensee et Falkenhagener Feld. En examinant chaque section séparément, on observe de grandes différences : la prolongation vers Falkenhagener Feld atteint 2,56 en raison des économies sur le transport par bus, tandis que celle vers Falkensee n'est que de 0,66.

### Nord-Ouest: Prignitz-Express/Velten
La section Velten – Neuruppin doit être partiellement doublée pour permettre une cadence de 30 minutes pour le Prignitz-Express. Selon une première estimation du rapport coût-bénéfice commandée par le VBB, celui-ci atteint une valeur supérieure à 1 (et est donc économiquement viable). La ligne de S-Bahn entre Berlin-Schönholz et Berlin-Tegel doit également être doublée et une nouvelle station "Berlin-Borsigwalde" doit être construite.
Pour la connexion directe du Prignitz-Express vers Berlin-Gesundbrunnen, avec un arrêt à Tegel, la construction d'une voie ferrée à grande distance était envisagée mais a été abandonnée pour des raisons de coût. Au lieu de cela, avec le projet d'infrastructure ferroviaire i2030, une connexion directe de Berlin pour le Prignitz-Express depuis Velten via une nouvelle courbe de connexion vers la BAR en direction de Hohen Neuendorf est maintenant planifiée sans desservir la gare de Hennigsdorf et devrait être réalisée à partir de 2030.
De plus, la prolongation de la S-Bahn de Hennigsdorf à Velten est étudiée. La première estimation du rapport coût-bénéfice a donné une valeur de 1,2. Ceci est actuellement en cours de planification dans le cadre du projet i2030 (dans la sous-section "Planungen PEX Süd") et devrait être réalisé à partir de 2030.

### Nord: Ligne du Nord/Ligne de la Bruyère
La ligne principale de la Ligne de la Bruyère (de) entre Berlin-Wilhelmsruh et Basdorf doit être réactivée. Dans un deuxième temps, une connexion des trains le long de la Nordbahn jusqu'à Berlin-Gesundbrunnen est prévue, pour laquelle la section correspondante doit être reconstruite. De plus, la rénovation de la gare de Birkenwerder est planifiée pour créer une plateforme séparée pour le trafic régional, indépendante de la S-Bahn.

### Sud-Est: Berlin – Cottbus/Gare de Königs Wusterhausen
Sur la ligne de Berlin à Görlitz, la section Lübbenau – Cottbus doit être doublée. À cet effet, une demande de droit de construire a été faite, une décision de planification est attendue pour 2023. Par le biais de la reconstruction du côté nord de la gare de Königs Wusterhausen, les conflits entre la S-Bahn et les trains à longue distance en raison des croisements de voies seront minimisés, la décision de planification pour cela devrait être disponible en 2022Modèle:Zukunft. Plusieurs options sont examinées pour la rénovation complète de la gare.

### Sud: Berlin – Dresde/Rangsdorf
Sur la Ligne de Berlin à Dresde, la S-Bahn devait être prolongée de Blankenfelde à Rangsdorf et inclure une nouvelle gare dans la zone industrielle au sud de Dahlewitz. L'arrêt de la ligne régionale à Dahlewitz devait être supprimé au profit de la S-Bahn.
Le projet a été abandonné en 2022 en raison d'une étude coûts-bénéfices négative.

### Sud-Ouest: Ligne de Potsdam
La reconstruction de la Ligne de Potsdam est étudiée à la fois comme ligne de S-Bahn et comme ligne de trafic régional. De plus, Stahnsdorf doit être connecté par une extension de la S25 depuis Teltow Stadt. Pour le projet d'extension de la ligne de S-Bahn de Teltow Stadt à Stahnsdorf, une première estimation du rapport coût-bénéfice commandée par le VBB a donné une valeur de 1,14.
Modèle:Anker
L'extension de la S25 au-delà de Teltow-Stadt vers Stahnsdorf nécessite la création d'une double voie entre Lichterfelde Ost et Südende et la rénovation complète de la gare de Lankwitz. Un nouveau point d'arrêt à Teltow Iserstraße et la gare de Stahnsdorf sur la Sputendorfer Straße sont prévus. Entre les deux stations, une installation de remisage pour quatre trains de S-Bahn sera construite, pouvant être utilisés à Stahnsdorf. Pour l'extension, la sélection des variantes est en cours (état 2024), y compris un possible tracé à voie unique vers Stahnsdorf. La ligne est également préparée pour une double équipement avec le ZBS et "ATO over ETCS" pour tester une opération automatisée. La procédure d'approbation des plans peut commencer en 2027,Modèle:Zukunft avec une mise en service au plus tôt en 2032.Modèle:Zukunft

### Ouest-Est: RE1 Magdeburg – Berlin – Eisenhüttenstadt
Les quais sur la ligne du RE1 en territoire brandebourgeois seront allongés à 220 mètres et adaptés à une Hauteur de quai de 76 cm. Une mise en œuvre est prévue pour le milieu des années 2020.Modèle:Zukunft,

### S-Bahn Berlin: Sélection parmi environ 40 projets individuels
Diverses mesures visent à améliorer la performance et la stabilité du réseau de la S-Bahn de Berlin.
D'ici le milieu des années 2020, la construction de nouvelles installations de remisage et l'installation d'une connexion par aiguillage à la gare de Berlin Hauptbahnhof sont prévues.Modèle:Zukunft

### Siemensbahn: Jungfernheide – Gartenfeld
La réactivation de la Siemensbahn a été ajoutée ultérieurement comme projet i2030. Selon la première estimation du rapport coût-bénéfice commandée par le VBB, celui-ci atteint une valeur très rentable de 1,57 pour le projet de réactivation, de sorte que la ligne doit maintenant être réactivée et rouverte à l'automne 2029.Modèle:Zukunft

## Contexte et critiques
Selon les partenaires du projet, de plus en plus de personnes vivent et travaillent à Berlin et dans le Brandebourg voisin, souhaitant être mobiles et utilisant pour cela le Chemin de fer. L'offre à Berlin et dans le Brandebourg doit suivre l'augmentation de la population et évoluer. Comme les capacités pour l'avenir ne suffisent pas, Berlin et le Brandebourg investiront dans les années à venir dans l'amélioration de l'infrastructure à de nombreux endroits. Dans le projet i2030, plusieurs sous-projets ont été définis dans le réseau ferroviaire de la région métropolitaine où il y a besoin d'extension et de nouvelles constructions.
Diverses critiques ont été formulées, indiquant que les projets d'infrastructure, malgré le projet commun i2030, sont toujours mis en œuvre très lentement et de manière hésitante, comme c'est le cas pour la S-Bahn vers Velten ou la Ligne de Potsdam.
De plus, il a été critiqué que les projets d'infrastructure se concentrent principalement sur l'extension des lignes existantes ou la réactivation de lignes désaffectées. Une "grande idée" qui consisterait également à repenser de nouvelles voies et connexions, par exemple pour créer (partiellement) un deuxième anneau de S-Bahn à Berlin et dans ses environs, n'est même pas prise en compte conceptuellement. Ainsi, pour réaliser un deuxième anneau est (partiel) pour le trajet possible Oranienburg/Birkenwerder – Grünau/Aéroport BER, il ne manque que la section intermédiaire à partir de la gare de S-Bahn Springpfuhl/Biesdorfer Kreuz jusqu'au Grünauer Kreuz. En revanche, des travaux intensifs de préparation de la Procédure d'approbation des plans sont actuellement en cours pour la connexion routière TVO qui court exactement parallèlement à ce tronçon manquant, mais les plans ferroviaires en ont été retirés faute d'intérêt et de participation.